# Martinsville (Virginia)
Martinsville ist eine unabhängige Stadt in Virginia, USA. Das U.S. Census Bureau hat bei der Volkszählung 2020 eine Einwohnerzahl von 13.485 ermittelt. Die Stadt ist der Hauptsitz des Henry County, dennoch befinden sich Teile der administrativen Gebäude in Collinsville.

## Geographie
Die Stadt hat eine Fläche von 28,5 km², davon sind 28,4 km² Land und 0,1 km² (0,45 %) Wasser.

## Geschichte
Martinsville wurde durch Joseph Martin, einem General des Amerikanischen Unabhängigkeitskrieges gegründet, Martin besaß ein Anwesen, genannt Scuffle Hill, am Smith-River an der heutigen südlichen Stadtgrenze. Für ein Jahrhundert war die Möbelherstellung der Hauptindustriezweig der Stadt, noch heute gibt es Möbelproduzenten in der Region. Die boomende Industrie führte dazu, dass Martinsville 1928 zu einer unabhängigen Stadt erklärt wurde, wobei sie jedoch noch den Status als County Seat behielt. Kurz nach dem Zweiten Weltkrieg baute der Chemiekonzern DuPont eine Produktionsanlage.
1949 wurden sieben junge schwarze Männer – die Martinsville Seven genannt – wegen der Vergewaltigung einer weißen Frau angeklagt und zum Tode verurteilt. Die Verurteilung erfolgte durch eine rein männliche und rein weiße Jury, kein Prozess dauerte länger als einen Tag. Die Männer wurden im Februar 1951 in Richmond hingerichtet. 2021 wurden die Männer von Gouverneur Ralph Northam postum begnadigt.
DuPont baute später eine große Produktionsanlage für Nylon, einem kriegswichtigen Material, das machte die Stadt während des Kalten Krieges zu einem potentiellen Ziel für strategische Bombardements. Mit dieser Nylon-Produktion begann ein sprunghaftes Wachstum der Textilindustrie in der Region. Die globalen Wirtschaftsbedingungen und neue Handelsverträge zu Beginn der 1990er Jahre führten dazu, dass die Textil- und Möbelindustrie wirtschaftlich nicht mehr aufrechtzuerhalten war. Viele Unternehmen gaben ihre Geschäfte auf und entließen Tausende von Arbeitern. Zurzeit positioniert sich die Stadt selbst um, hin zu einem Zentrum für Technologieentwicklung und -herstellung.
Angesichts der Unfähigkeit der Verwaltung, bestimmte Dienstleistungen zu finanzieren, könnte sich die Stadt dazu entschließen, in naher Zukunft ihren rechtlichen Status von City zu Town zu ändern.

## Schulen
Das öffentliche Schulsystem von Martinsville verfügt über eine High School, eine Middle School, zwei Elementary Schools und eine Preschool. Die einzige High School der Stadt ist die Martinsville High School mit ungefähr 900 Schülern.
Zusätzlich gibt es eine private PS-12-Schule in Martinsville, die Carlisle School. Sie hat etwa 400 Schüler, ungefähr 100 von ihnen sind High-School-Schüler.

## Söhne und Töchter der Stadt
- George Hairston Jamerson (1869–1960), Brigadegeneral[5]
- Dennis L. Via (* 1958), General[6]
- Mike Neill (* 1970), Baseballspieler[7]
- Charles Shufford (* 1973), Boxer
- Jeremy O. Harris (* 1989), Dramatiker und Schauspieler